# Hyalaethea alberti
Hyalaethea alberti là một loài bướm đêm thuộc phân họ Arctiinae, họ Erebidae.